# Nick Page
Nick Page (Hollywood, 1º agosto 2002) è uno sciatore freestyle statunitense, specialista nelle gobbe.

## Biografia
In Coppa del Mondo ha esordito il 7 dicembre 2019 a Ruka, terminando in 18ª posizione.
Nel 2022 ha partecipato ai Giochi Olimpici invernali del 2022, a Pechino concludendo la gara in quinta posizione.

## Palmarès

### Coppa del Mondo
- Miglior piazzamento nella Coppa del Mondo generale di gobbe: 5º nel 2024
- 9 podi:
  - 1 vittoria
  - 3 secondi posti
  - 5 terzi posti

#### Coppa del Mondo - vittorie
| Data             | Luogo      | Paese  | Disciplina |
| ---------------- | ---------- | ------ | ---------- |
| 10 dicembre 2022 | Idre Fjäll | Svezia | MO         |

Legenda:

MO = Gobbe